# Pseudovidalina
Pseudovidalina es un género de foraminífero bentónico de la subfamilia Aulotortinae, de la familia Involutinidae, del suborden Involutinina y del orden Involutinida. Su especie tipo es Pseudovidalina ornata. Su rango cronoestratigráfico abarca desde el Kunguriense hasta el Guadalupiense (Pérmico medio).

## Discusión
Clasificaciones más recientes incluyen Pseudovidalina en la subfamilia Pseudovidalininae, de la familia Pseudovidalinidae, de la superfamilia Lasiodiscoidea, del suborden Archaediscina, del orden Archaediscida, de la subclase Afusulinana y de la clase Fusulinata.

## Clasificación
Pseudovidalina incluye a las siguientes especies:
- Pseudovidalina gracilis †
- Pseudovidalina involuta †
- Pseudovidalina minor †
- Pseudovidalina modificata †
- Pseudovidalina multihelicis †
- Pseudovidalina ornata †
- Pseudovidalina pararecta †
- Pseudovidalina permiensis †